# Ugur Takoz
Ugur Takoz (* 1967 in der Türkei) ist ein deutscher Filmregisseur und Drehbuchautor. Er lebt seit 1971 in Deutschland.

## Leben
Takoz besuchte die Theodor-Storm-Schule in Berlin und brach eine folgende Ausbildung als Elektrotechniker bei Siemens ab. Mit zwölf Jahren drehte er seinen eigenen Stop-Motion-Film mit einer Videokamera seines Vaters. 1990 drehte er mehrere Episoden einer Comedy-Show (Eglence Rüzgari), welche im OK Berlin ausgestrahlt wurden. 1994 begann er seine ersten 3D-Animationen zu erstellen. Nebenbei betrieb er ein Homestudio, in dem auch der Ende 1990 bekannte „Cankat“ produzierte. Nach seinem Umzug ins Konservatorium für türkische Musik Berlin lernte er die Geschäftsführer von Portre TV kennen und erstellte ihnen seine ersten Animationen fürs Fernsehen.
Nach zahlreichen Werbeproduktionen kreierte er die Sendung „Yola Çıkanlar“ für das türkische Fernsehen. Die Erstausstrahlung erfolgte 1999 und ist heute noch ein Bestandteil der türkischen Fernsehgeschichte. 2003 änderte er (in Absprache mit dem Regisseur) einen Teil von Jackie Chans Film In 80 Tagen um die Welt. In der ursprünglichen Szene sollte Arnold Schwarzenegger ein indisches Instrument spielen, in der geänderten Szene spielt er ein türkisches Instrument, ist Bestandteil der türkischen Band und bekommt am Ende Applaus.
2009 führte Ugur Takoz wieder die Regie bei „Yola Çıkanlar“ und übergab diese Aufgabe seinem Nachfolger, um bei dem Comedysfilm „Manyak Dükkan“in der Produktion mitzuwirken. 2009 führte er Regie bei dem Videoclip Sen Istedin von Muhabbet. Die Idee und das Storyboard wurden auch von ihm entwickelt.
Insgesamt hat Ugur Takoz über zwölf Drehbücher geschrieben und an zahlreichen Drehbüchern mitgearbeitet. Er hat „Maxximum Magazin“ und „VIP Magazin“ als Regisseur und Editor geführt und erfolgreich beendet. Für Krömer – Die internationale Show zeichnete er für das Logo verantwortlich, führte Regie* bei den "Backstage Aufnahmen" und ist für das Authoring und den Artwork der DVDs seit "Na Du Alte Kackbratze" über "Krömer – Die Internationale Show*" (Alle 4 Staffeln) und "Kröm De La Kröm*" Verantwortlich und wurde mit der Platin DVD ausgezeichnet. Zurzeit arbeitet Ugur Takoz am „Projekte XXX“ mit bekannten Filmproduktionen.